# Фицпатрик, Джо
Джозеф Мартин Фицпатрик (англ. Joseph Martin FitzPatrick ; род. 1 апреля 1967, Данди, Великобритания) — британский шотландский политик. Член Шотландской национальной партии. Член парламента Шотландии от округа Западный Данди-Сити с 2007 года. Министр по делам парламентариев и ветеранов Шотландии с 2012 по 2018 год. Министр здравоохранения, спорта и благосостояния Шотландии с 2018 по 2020 год.

## Личная жизнь
Родился 1 апреля 1967 года в городе Данди. Окончил начальную и среднюю школы Уитфилда. Продолжил образование в Инвернесс-колледже и Абертейском университете. Изучал лесное хозяйство. Трудился в Комиссии по лесному хозяйству в Ангусе и лесничестве Тиллхилла в Аргайле.
Во время обучения в Инвернесс-колледже был избран президентом Ассоциации студентов и стал первым президентом субботних офицеров колледжа. В 1990 году он был избран в Национальный исполнительный комитет Национального студенческого союза Шотландии, где отвечал за взаимодействие с представителями ЛГБТ-сообщества. В 1991—1992 годах Фицпатрик был избран региональным руководителем Национального студенческого союза, отвечал за север Шотландии.
До избрания в парламент, сотрудничал с депутатами от Шотландской национальной партии Шоной Робинсон и Стюартом Хоузи, работал городским советником Данди, кнутом Шотландской национальной партии и финансовым представителем. Он также представлял совет на ряде должностей в сторонних организациях: с 1999 по 2003 год в Кампании по электрификации железных дорог Абердин — Эдинбург, Конвенции органов местного самоуправления Шотландии, Совете по спорту в городе Данди, с 1999 по 2002 год в Спортивной ассоциации инвалидов при совете города Данди, с 1999 по 2004 год в правлении Ледовой арены Данди, с 2001 по 2002 в Королевском интернате для слепых, с 2001 по 2003 год в Службе защиты прав потребителей и с 2003 по 2007 в Ассоциации по совершенствованию оказания услуг населению.
Джозеф Мартин Фицпатрик — открытый гомосексуал. В 2014 году он стал одним из трёх открытых представителей ЛГБТ в правительстве Шотландии.

## Политическая деятельность
На выборах в парламент Шотландии 2007 года Фицпатрик баллотировался от Шотландской национальной партии в округе Западный Данди-Сити и победил. В парламенте он был избран секретарём фракции своей партии, являлся членом финансового комитета и заместителем от Шотландской национальной партии в комитете по здравоохранению. Фицпатрик также был сотрудником парламента по связям с Джоном Суинни, секретарём кабинета министров по вопросам финансов и устойчивого развития Шотландии.
В 2007 году он был избран членом Национального исполнительного комитета Шотландской национальной партии. В 2009 году координировал успешную европейскую избирательную кампанию своей партии.
В 2011 году был переизбран в своём округе с увеличенным большинством, набрав 57,6 % голосов. Фицпатрик был назначен секретарём комитета местного самоуправления и регенерации. Он был соорганизатором Межпартийной группы по возобновляемым источникам энергии и энергоэффективности и секретарём Межпартийной группы по технологиям компьютерных игр до своего назначения министром по делам парламентариев и ветеранов в сентябре 2012 года. В 2018 году получил портфель министра здравоохранения, спорта и благосостояния в правительстве Шотландии.
В декабре 2020 года были опубликованы данные о том, что в 2019 году в Шотландии умерли 1264 человека от передозировки наркотиков; это был самый высокий показатель в Европе и в три с половиной раза превышал аналогичные показатели в Англии и Уэльсе. Гражданский активист Даррен Макгарви заявил, что Фицпатрик на посту министра здравоохранения «неспособен вести нас никуда, кроме морга», а оппозиционные партии вынесли ему в парламенте вотум недоверия. После заявления премьер-министра Николы Стерджен в парламенте о том, что эти цифры «неопровержимы», Фицпатрик подал в отставку.